# Reece Gaines
Clifton Reece Gaines (Madison, 7 gennaio 1981) è un ex cestista e allenatore di pallacanestro statunitense, professionista nella NBA, in Europa e in Sudamerica.

## Carriera
Dopo aver giocato a livello di scuola superiore per la Madison West High School di Madison (Wisconsin), è passato alla University of Louisville dove in quattro stagioni alla corte di Rick Pitino ha segnato 15,6 punti di media.
Finita la carriera collegiale è stato scelto dalla NBA nel draft NBA 2003 al primo giro con il numero 15 dagli Orlando Magic. Arrivato in Italia nell'Angelico Biella viene acquistato nell'estate 2007 dall'Olimpia Milano che lo cederà nel novembre 2007 alla Benetton Treviso.
Nel 2008 torna all'Angelico Biella.

## Palmarès
- NCAA AP All-America Third Team (2003)